# ملفين جيلارد
ملفين بول جيلارد جونيور (بالإنجليزية: Melvin Paul Guillard, Jr.؛ مواليد 30 مارس 1983) هو مُقاتل فنون قتالية مختلطة أمريكي.

## وصلات خارجية
- ملفين جيلارد على موقع بوكس ريك (الإنجليزية) (registration required)
- ملفين جيلارد على موقع بيلاتور (الإنجليزية)
- ملفين جيلارد على موقع شيردوغ (الإنجليزية)
- ملفين جيلارد على موقع Tapology.com (الإنجليزية)
- ملفين جيلارد على موقع IMDb (الإنجليزية)
- ملفين جيلارد على موقع قاعدة بيانات الفيلم (الإنجليزية)